# Weltcupfinale 2022 (Pferdesport)
| Weltcupfinale 2022     | Weltcupfinale 2022 |
| ---------------------- | --- |
| Turnierserien:         | Dressurweltcup 2021/2022, Springreitweltcup 2021/2022, Voltigierweltcup 2021/2022, FEI-Weltcup Vierspännerfahren 2021/2022 |
| Austragungsort:        | Messe Leipzig, Leipzig, Deutschland                                                                                        |
| Teilnehmende Sportler: | 18 Dressurreiter 36 Springreiter 7 Gespannfahrer 20 Voltigierer                                                            |
| Internet:              | weltcup-leipzig.de |

Das Weltcupfinale 2022 in Leipzig war das Finalturnier der Weltcupserien in vier Pferdesportdisziplinen: Dressur- und Springreiten sowie Vierspännerfahren und Voltigieren. Es wurde vom 6. bis zum 10. April 2022 in der Messe Leipzig ausgetragen.
Die Weltcupfinals in den vier Disziplinen waren in den Jahren 2020 und 2021 während der COVID-19-Pandemie bzw. aufgrund des Ausbruchs des Equinen Herpesvirus 1 (EHV-1) ausgefallen. Im Jahr 2019 waren diese in Göteborg (Dressur- und Springreiten), in Bordeaux (Vierspännerfahren) und in Saumur (Voltigieren) ausgetragen worden.

## Pferdesport in Leipzig
Die Leipziger Messe ist seit 1998 Veranstaltungsort der Reitsportmesse „Partner Pferd“, in deren Rahmen ein internationales Pferdesportturnier ausgetragen wird. Dort werden üblicherweise Weltcupprüfungen im Springreiten, Vierspännerfahren und Voltigieren durchgeführt. Das Springreit-Weltcupfinale 2002 und das Weltcupfinale 2011 fanden bereits hier statt.
Messe und Turnier werden im Regelfall im Januar ausgerichtet, in den Jahren des Weltcupfinals wird die Veranstaltung auf den April verschoben.

## Dressurreiten

### Qualifizierte Teilnehmer
Weltweit fanden 35 Etappen des Dressurweltcups in der Saison 2021/2022 statt. 13 Weltcupturniere wurden abgesagt, stark betroffen waren hiervon insbesondere Australien, wo gar keine Etappen zustande kamen, sowie die europäischen Weltcupligen. Die Begrenzung auf drei Reiter pro Nation beim Dressur-Weltcupfinale traf erneut die deutschen Dressurreiter: Nachdem Isabell Werth als Titelverteidigerin des Jahres 2019 bereits einen dieser Plätze belegte, qualifizierten sich auch Jessica von Bredow-Werndl und Helen Langehanenberg als Ligaerste und -zweite der Westeuropaliga für Leipzig. Dadurch verpasste der Ligadritte Frederic Wandres einen Startplatz für das Weltcupfinale.
Die 34-jährige Alisa Glinka, die seit 2018 nicht mehr für Russland, sondern für die Republik Moldau reitet, gewann die Zentraleuropaliga deutlich mit vier Siegen.
| Weltcupliga                              | Anzahl der Reiter, die sich aus dieser Liga für das Weltcupfinale qualifizieren | qualifizierte Teilnehmer |
| ---------------------------------------- | ------------------------------------------------------------------------------- | --- |
| Zentraleuropaliga                        | 2                                                                               | Alisa Glinka Katarzyna Milczarek |
| Nordamerikanische Liga                   | 2                                                                               | Ashley Holzer Anna Buffini |
| Pazifische Liga                          | 1                                                                               | Nicht ausgetragen, damit weitere Wildcard |
| Westeuropaliga                           | 9                                                                               | Jessica von Bredow-Werndl Helen Langehanenberg Cathrine Dufour Patrik Kittel Nanna Skodborg Merrald Juan Matute Guimón Morgan Barbançon Mestre Thamar Zweistra Charlotte Fry |
| Teilnehmer aus Gebieten ohne Weltcupliga | 1                                                                               | Yvonne Losos de Muñiz |
| Weltcupsieger 2018/2019                  | 1                                                                               | Isabell Werth |
| Wildcards der FEI                        | 2                                                                               | Yessin Rahmouni Carina Cassøe Krüth Rodrigo Torres |

### Ablauf und Ergebnisse

#### Kurz-Grand Prix
Mit der Weltcupsaison 2021/2022 wurde die Einlaufprüfung der Weltcupetappen angepasst. Statt dem klassischen Grand Prix de Dressage stand nun, auch beim Weltcupfinale, eine verkürzte Grand Prix-Prüfung auf dem Programm. Diese Prüfung wurde in Leipzig am Donnerstag (7. April) ab 19:00 Uhr ausgerichtet. Die Teilnahme an dieser Prüfung war wie bereits bei den Qualifikationen verpflichtend, das Ergebnis hatte jedoch für den Ausgang des Finals keine direkte Bedeutung.
Katarzyna Milczarek zog ihren Start einen Tag vor der Prüfung zurück, da ihr Pferd nicht fit war.
Ergebnis:
|   | Reiter                    | Pferd         | Bewertung |
| - | ------------------------- | ------------- | --------- |
| 1 | Jessica von Bredow-Werndl | TSF Dalera BB | 84,793 %  |
| 2 | Cathrine Dufour           | Vamos Amigos  | 80,019 %  |
| 3 | Isabell Werth             | Weihegold OLD | 79,756 %  |
| 4 | Nanna Skodborg Merrald    | Orthilia      | 75,752 %  |
| 5 | Carina Cassøe Krüth       | Danciera      | 75,094 %  |

(beste 5 von 17 Teilnehmern)

#### Grand Prix Kür (Finale)
Zwei Tage später, am 9. April ab etwa 19 Uhr, folgte für die Dressurreiter die Finalprüfung, die Grand Prix Kür. Anhand des Ergebnisses dieser Prüfung wurde der Weltcupsieger ermittelt. Die Weltcupfinalkür war mit 275.000 Euro dotiert.
Wie bereits im Kurz-Grand Prix dominierten die sechs deutschen und dänischen Reiterinnen, die auf die ersten sechs Plätze kamen. Nachdem im Winter 2021/2022 fast alle deutschen Dressur-Hallenturniere ausgefallen waren, war die Verabschiedung von Isabell Werths Stute Weihegold zum Weltcupfinale in Leipzig verschoben werden. Weihegold, die die drei letzten Weltcupfinals (2017 bis 2019) gewonnen hatte, zeigte sich in Leipzig wie gewohnt als höchst lektionssicher, mit guten Piaffen und Passagen. Auch wenn das Paar in den Schrittlektionen viele mögliche Punkte liegen ließ, reichte das Ergebnis von fast 86 Prozent für Rang drei. Cathrine Dufour brachte den zehnjährigen Wallach Vamos Amigos an den Start, der sich als drittes Grand-Prix-Pferd in der Karriere von Cathrine Dufour (nach Cassidy und Bohemian) etablierte. Dem Wallach fehlte noch etwas die Kraft für die Kür, schwankte noch in den Piaffen, holte sich dennoch in vielen Lektionen hohe Noten. Mit knapp über 86 Prozent kamen Dufour und Vamos Amigos auf Rang zwei. Ihre Landsfrau Carina Cassøe Krüth hinterließ mit ihrer Stute Danciera einen sehr positiven Eindruck in Leipzig und konnte insbesondere in den Schrittlektionen Punkte gegenüber den anderen Paaren gut machen. Fehler in den Einerwechseln kosten entscheidende Punkte, dennoch führen vier Richter das Paar auf den zweiten bzw. dritten Platz. In der Gesamtwertung reichen 84,971 % zu Platz vier.
Jessica von Bredow-Werndl hatte beim Weltcupfinale einen ihrer letzten Turnierstarts vor einer Mutterschaftspause. Mit ihrer Stute Dalera wurde sie ihrer Favoritenrolle gerecht, ein weiteres Mal kam das Paar auf ein Ergebnis von über 90 Prozent. Damit gewann das Paar bei ihrem ersten Weltcupfinalstart das Finale.
Ergebnis:
|    | Reiter                    | Pferd                 | Bewertung |
| -- | ------------------------- | --------------------- | --------- |
| 1  | Jessica von Bredow-Werndl | TSF Dalera BB         | 90,836 %  |
| 2  | Cathrine Dufour           | Vamos Amigos          | 86,164 %  |
| 3  | Isabell Werth             | Weihegold OLD         | 85,921 %  |
| 4  | Carina Cassøe Krüth       | Danciera              | 84,971 %  |
| 5  | Nanna Skodborg Merrald    | Orthilia              | 81,239 %  |
| 6  | Helen Langehanenberg      | Annabelle             | 78,839 %  |
| 7  | Morgan Barbançon          | Sir Donnerhall II OLD | 76,986 %  |
| 8  | Patrik Kittel             | Zepter                | 76,725 %  |
| 9  | Ashley Holzer             | Havanna               | 75,532 %  |
| 10 | Yvonne Losos de Muñiz     | Aquamarijn            | 75,386 %  |
| 11 | Thamar Zweistra           | Ich Weiss             | 75,125 %  |
| 12 | Anna Buffini              | FRH Davinia la Douce  | 74,011 %  |
| 13 | Yessin Rahmouni           | All at once           | 73,679 %  |
| 14 | Rodrigo Torres            | Fogoso                | 73,593 %  |
| 15 | Juan Matute Guimón        | Quantico              | 72,882 %  |
| 16 | Alisa Glinka              | Aachen                | 71,389 %  |
| 17 | Charlotte Fry             | Dark Legend           | 67,550 %  |

## Springreiten

### Qualifizierte Teilnehmer (Weltcup)
Der Weltcup der Springreiter war die internationalste Weltcupserie des Weltpferdesportverbands FEI mit gut 70 durchgeführten Etappen weltweit in der Saison 2021/2022. Durch seine Internationalität war er jedoch auch besonders stark von der COVID-19-Pandemie betroffen, fast 50 Weltcupturniere wurden abgesagt. So wurden in der Liga mit den meisten Startplätzen bei Weltcupfinale, der Westeuropaliga, sieben der 13 Turniere abgesagt, darunter alle Etappen ab Ende Dezember 2021.
Diese Verzerrungen im Weltcupkalender führten zu einem Teilnehmerfeld mit zum Teil unerwarteten Namen wie etwa Noora Forstén (die unter dem Namen Noora Pentti vor allem in den 2000er Jahren Erfolge feierte) oder Aaron Vale (der insbesondere bei national ausgeschriebenen Prüfungen in Nordamerika erfolgreich ist) sowie erfolgreichen U25-Reitern wie Philipp Schulze Topphoff und Jack Whitaker. Daneben hatten sich aber auch Reiter aus der Spitze der Weltrangliste qualifiziert, so Martin Fuchs, Max Kühner und McLain Ward.
| Weltcupliga                                         | Anzahl der Reiter, die sich aus dieser Liga für das Weltcupfinale qualifizieren | qualifizierte Teilnehmer |
| --------------------------------------------------- | ------------------------------------------------------------------------------- | --- |
| Arabische Liga                                      | 3 aus der Nahost-Subliga                                                        | Abdullah asch-Scharbatly Amre Hamcho Abdullah Humaid Al Muhairi |
| Arabische Liga                                      | 2 aus der Nordafrika-Subliga                                                    | Mouda Zeyada (Absage) Abdelrahman Schoscha (Nachrücker) |
| Eurasische Liga                                     | 3                                                                               | Umid Kamilow (Absage) Nurjon Tuyakbaev (Absage) Bekzod Kurbanow |
| Chinesische Liga                                    | 1                                                                               | Eerdeng Jirigala (Absage) |
| Zentraleuropaliga                                   | 3                                                                               | Zoltán Czékus Andrius Petrovas |
| Japanliga                                           | 1                                                                               | Kazuteru Kitai (Absage) |
| Nordamerikanische Liga                              | 7 US-Amerikaner aus der Ostküsten-Subliga                                       | Kristen Vanderveen Kent Farrington (Absage) Hunter Holloway Margie Goldstein-Engle Schuyler Riley McLain Ward Adrienne Sternlicht (Absage) Aaron Vale (Nachrücker) Katherine Dinan (Nachrücker) |
| Nordamerikanische Liga                              | 3 US-Amerikaner aus der Westküsten-Subliga                                      | Natalie Dean (Absage) Alessandra Volpi Karl Cook (Absage) Misti Cassar (Nachrücker) |
| Nordamerikanische Liga                              | 2 Kanadier (beide Subligen)                                                     | Tiffany Foster (Absage) Erynn Ballard (Absage) |
| Nordamerikanische Liga                              | 2 Mexikaner (beide Subligen)                                                    | Nicolas Pizarro (Absage) Manuel Gonzalez Dufrane (Absage) |
| Nordamerikanische Liga                              | Zusatzreiter (beide Subligen)                                                   | Conor Swail |
| Australische Liga                                   | 2                                                                               | Olivia Hamood (Absage) Billy Raymont (Absage) |
| Neuseeländische Liga                                | 1                                                                               | Tegan Fitzsimon (Absage) |
| Südafrikaliga                                       | 1                                                                               | Lisa Williams (Absage) |
| Mittelamerikanische und Karibische Liga             | 1                                                                               | Manuel Espinosa Pla (Absage) |
| nördliche Südamerikanische Liga                     | 1                                                                               | Santiago Medina (Absage) |
| südliche Südamerikanische Liga                      | 2                                                                               | Flavio Grillo Araujo (Absage) Stephan de Freitas Barcha (Absage) |
| Südostasiatische Liga                               | 1                                                                               | Steven Menayang (Absage) |
| Westeuropaliga                                      | 18                                                                              | Denis Lynch Harry Charles Eduardo Pereira de Menezes ° (Absage) Martin Fuchs Kevin Jochems (Absage) Julien Epaillard (Absage) Pieter Clemens (Absage) Jens Fredricson Max Kühner Christian Kukuk John Whitaker Jack Whitaker Simon Delestre (Absage) Philipp Schulze Topphoff Kendra Claricia Brinkop (Absage) Grégory Cottard Harrie Smolders David Will Marcus Ehning Angelica Augustsson Zanotelli (Nachrücker) Noora Forstén (Nachrücker) Geir Gulliksen (Nachrücker) Jos Verlooy (Nachrücker) Gerrit Nieberg (Nachrücker) |
| Sonderstartplatz für Teilnehmer des Gastgeberlandes | 1                                                                               | nicht zutreffend, da deutsche Reiter für das Weltcupfinale qualifiziert sind |
| Weltcupsieger 2018/2019                             | 1                                                                               | Steve Guerdat |

° Zusatzreiter: Soweit ein Reiter seinen Wohnsitz in einem anderen Staat als seinem Heimatland hat, kann er in der Liga dieses Landes teilnehmen und wird zunächst auch für diese Liga gewertet. Soweit er sich anhand des Reglements dieser Liga für das Weltcupfinale qualifiziert, zählt er als zusätzlicher Teilnehmer nicht für die (begrenzte) Startplatzanzahl dieser Liga.

### Ablauf und Ergebnisse

#### Weltcupfinale
Bereits am Dienstag (5. April) fand die veterinärmedizinische Untersuchung für die Weltcuppferde statt. Am nächsten Morgen hatten die für das Weltcupfinale qualifizierten Pferd-Reiter-Paare die Möglichkeit, einen Trainingsparcours in der Arena zu springen, in der an den folgenden Tagen die Finalprüfungen durchgeführt werden.

##### 1. Teilprüfung
Am Nachmittag des Donnerstags (7. August) wurde die erste Teilprüfung des Weltcupfinals der Springreiter ausgerichtet. Hierbei handelte es sich um eine Zeitspringprüfung. Das Prüfungsergebnis wurde anschließend, wie im Artikel FEI-Weltcup Springreiten erläutert, in Punkte umgerechnet.
Die erste Teilprüfung war anders als typische Zeitspringen nicht nur auf hohes Tempo gebaut, sondern hatte mit Hindernissen bis 1,60 Meter Höhe, einer dreifachen Kombination und kniffeligen Plankensprüngen bereits die Charakteristik eines Weltcupspringens. Bedingt durch die Wertung als Zeitspringen waren die Reiter dennoch gefordert, zugig zu reiten und unter Umständen einen Springfehler hinzunehmen, da dieser lediglich drei Strafsekunden Zuschlag auf das eigene Ergebnis einbrachte. Dementsprechend blieben nur neun Starter ohne Fehler, vier von ihnen kamen auf die Plätze eins bis vier. Martin Fuchs, der als einer von nur ganz wenigen Reitern für dieses Weltcupfinale zwei Pferde mitgebracht hatte, zeigte mit seinem Hengst Chaplin die zweitschnellste und obendrein fehlerfreie Runde in knapp über 65 Sekunden. McLain Ward kam mit seinem Fuchswallach als einziger Reiter in unter 65 Sekunden in das Ziel, hatte jedoch einen Springfehler, die Strafsekunden warfen ihn auf Platz fünf zurück. Max Kühner reihte sich auf Platz zwei ein. Für die fünf deutschen Starter verlief die Prüfung ebenso erfolgreich mit den Plätzen vier (David Will), sechs (Gerrit Nieberg), zehn (Philipp Schulze Topphoff), elf (Marcus Ehning) und 17 (Christian Kukuk).
Lediglich zwei Starter beendeten die Springkurs nicht: Abdelrahman Schoscha schied nach der zweiten Verweigerung aus, Zoltán Czékus verzichtete nach mehreren Springfehlern auf die Fortführung des Parcours.
Ergebnis:
|    | Reiter                   | Pferd             | Zeit                              | Punkte (Gesamtwertung) |
| -- | ------------------------ | ----------------- | --------------------------------- | ---------------------- |
| 1  | Martin Fuchs             | Chaplin           | 65,11 s + 0 Strafsekunden = 65,11 | 36                     |
| 2  | Max Kühner               | Elektric Blue     | 66,19 s + 0 Strafsekunden = 66,19 | 34                     |
| 3  | Conor Swail              | Count Me In       | 67,06 s + 0 Strafsekunden = 67,06 | 33                     |
| 4  | David Will               | C Vier            | 67,48 s + 0 Strafsekunden = 67,48 | 32                     |
| 5  | McLain Ward              | Contagious        | 64,94 s + 3 Strafsekunden = 67,94 | 31                     |
| 6  | Gerrit Nieberg           | Ben               | 65,36 s + 3 Strafsekunden = 68,36 | 30                     |
| 7  | Jens Fredricson          | Markan Cosmopolit | 68,41 s + 0 Strafsekunden = 68,41 | 29                     |
| 8  | Hunter Holloway          | Pepita Con Spita  | 65,65 s + 3 Strafsekunden = 68,65 | 28                     |
| 9  | Harrie Smolders          | Monaco            | 65,69 s + 3 Strafsekunden = 68,69 | 27                     |
| 10 | Philipp Schulze Topphoff | Concordess NRW    | 66,08 s + 3 Strafsekunden = 69,08 | 26                     |

(beste 10 von 35 Teilnehmern)

##### 2. Teilprüfung
Gut 24 Stunden nach Beginn der ersten Teilprüfung wurde der zweite Teil des Weltcupfinals der Springreiter ausgetragen. Als Aufgabe für die Reiter und Pferde stand eine Springprüfung mit einmaligem Stechen an. In der Wertung der für sich allein mit 150.000 Euro dotierten Prüfung kamen sieben Paare in das Stechen – mit einer starken britischen Dominanz, alle drei britischen Reiter zogen in das Stechen ein. Jack Whitaker wählte einen bewusst etwas langsameren Stechritt, der ihm am Ende Platz drei brachte. Harry Charles wählte eine ähnliche Strategie, gut 1,5 Sekunden schneller im Ziel kam er auf Platz zwei. Als einziger mit einer schnellen und fehlerfreien Zeit im Stechen gewann McLain Ward mit dem Wallach Contagious die Teilprüfung.
Da Ward als einziger Reiter in der ersten und der zweiten Teilprüfung unter die besten fünf kam, konnte er sich für die dritte Teilprüfung einen Vorsprung vor einem Springfehler in der Gesamtwertung herausarbeiten. Harrie Smolders, der im Stechen der zweiten Teilprüfung die schnellste Zeit, aber einen Springfehler hatte, startete mit vier Strafpunkten in die dritte Teilprüfung. Die deutschen Reiter hatten wenig Glück in der zweiten Teilprüfung, mit Platz elf in der Prüfung reihte sich Gerrit Nieberg auf Platz fünf in der Gesamtwertung vor der letzten Teilprüfung ein. In jener Gesamtwertung befand sich der Vortagessieger Martin Fuchs auf Rang drei, Max Kühner auf Rang sechs.
Ergebnis:
|               | Reiter          | Pferd                 | 1. Umlauf | 1. Umlauf     | Stechen  | Stechen | Punkte (Gesamtwertung) |
| Straf- punkte | Reiter          | Pferd                 | Zeit (s)  | Straf- punkte | Zeit (s) |         | Punkte (Gesamtwertung) |
| ------------- | --------------- | --------------------- | --------- | ------------- | -------- | ------- | ---------------------- |
| 1             | McLain Ward     | Contagious            | 0         | -             | 0        | 44,03   | 36                     |
| 2             | Harry Charles   | Romeo                 | 0         | -             | 0        | 47,14   | 34                     |
| 3             | Jack Whitaker   | Valmy de la Lande     | 0         | -             | 0        | 48,66   | 33                     |
| 4             | Harrie Smolders | Monaco                | 0         | -             | 4        | 41,37   | 32                     |
| 5             | Grégory Cottard | Bibici                | 0         | -             | 4        | 42,96   | 31                     |
| 6             | John Whitaker   | Unick du Francport    | 0         | -             | 4        | 45,02   | 30                     |
| 7             | Steve Guerdat   | Victorio des Frotards | 0         | -             | 8        | 43,74   | 29                     |
| 8             | Katherine Dinan | Brego R'n B           | 1         | 72,59         |          |         | 28                     |

(beste 8 von 32 Teilnehmern)

##### 3. Teilprüfung
Nach einem Tag Pause für die Weltcuppferde stand am 10. April ab 14:45 Uhr die dritte und damit letzte Teilprüfung auf dem Programm. Diese war als Springprüfung mit zwei unterschiedlichen Umläufen ausgeschrieben. Die dritte Teilprüfung wurde nicht gegen die Zeit geritten, eine erlaubte Zeit war jedoch vorgesehen. Bei Punktgleichheit im Gesamtreglement bezüglich des Weltcupsiegers wäre anschließend ein Stechen durchgeführt worden. Für Punktgleichheit auf allen anderen Platzierungen wurde die Zeit des zweiten Umlaufs der dritten Teilprüfung als Unterscheidungskriterium herangezogen.
Knifflige Passagen im ersten Umlauf waren etwa eine sich optisch kaum vom Sandboden abhabende dreifache Kombination in Holz- und Birkenoptik sowie ein komplett weißer Steilsprung mit Wellenplanken. Doch das eigentliche Kriterium war die erlaubte Zeit von 63 Sekunden. Das Weltcupfinale 2022 war die erste Großveranstaltung, bei der die Neuregelung der Zeitstrafpunkte zum Jahresbeginn 2022 zum Tragen kam. Dadurch, dass es für jede einzelne Sekunde Zeitüberschreitung einen Zeitstrafpunkt gab und die Zeit wirklich eng gewählt war, erhielten etliche Reiter zwei und mehr Zeitstrafpunkte. An härtesten traf es Grégory Cottard: Seine Stute Bibici schaute beim Abspringen in den überbauten Wassergraben, sprang daher in den Steilsprung hinein, so dass Cottard seinen Halt im Sattel verlor, sich zwar fangen konnte, aber so sich erst einmal neu sammeln musste, bis er den Parcours wieder neu aufnahm. Zu den vier Strafpunkten für den Fehler am überbauten Wasser kamen ganze 18 Strafpunkte für die Überschreitung der erlaubten Zeit hinzu, die ihn von Platz sechs auf Platz 24 zurückfielen ließen.
Marcus Ehning gab nach dem dritten Sprung auf, nachdem sich seine Stute von der Atmosphäre des Hallenturniers zu beeindruckt zeigte und in Folge gleich an den ersten beiden Hindernissen Stangen riss. Gerrit Nieberg verlor durch zwei Springfehler den Anschluss zur Spitze. McLain Ward unterlief ein Springfehler, so dass er und Harrie Smolders beide punktgleich auf Platz eins in den zweiten Umlauf gingen. Der Kurs des zweiten Umlaufs war im Wesentlichen jeder des ersten Umlaufs in umgekehrter Reihenfolge. Einzelne Hindernisse wurden dabei verändert oder ganz ausgetauscht. Die erlaubte Zeit blieb weiterhin entscheidend. Die Reiter mussten strategisch planen, ob für sie ein langsamer voraussichtlich springfehlerfreier Ritt mit Zeitstrafpunkten oder ein schneller Ritt mit dem hohen Risiko eines Springfehlers die bessere Wahl im Hinblick auf die Gesamtwertung war.
Christian Kukuk und Philipp Schulze Topphoff fielen mit neun bzw. 12 Strafpunkten deutlich zurück. David Will blieb in beiden Umlaufen ohne Fehler und arbeitete sich damit vom Platz elf auf Platz sechs in der Gesamtwertung. Will gehörte damit zu den drei Reiter, die in der dritten Teilprüfung ohne Fehler blieben und damit den größten Anteil am Prüfungspreisgeld von 300.000 Euro bekamen. Mit nur einem Zeitstrafpunkt aus dem ersten Umlauf kam der 20-jährige Jack Whitaker auf Rang fünf der Gesamtwertung. Jens Fredricson schob sich, fehlerfrei in beiden Umläufen, an Harry Charles vorbei. Auch Martin Fuchs, der an diesem Tag wieder auf seinen Hengst Chaplin setzte, blieb in beiden Umläufen ohne Fehler. Mit einem Endergebnis von fünf Strafpunkten setzte er damit Harrie Smolders und McLain Ward unter Druck, die beide nur einen Zeitstrafpunkt Vorsprung vor Fuchs hatten. Smolders und sein Wallach Monaco hatten einen Springfehler. Auch McLain Ward fehlte das nötige Glück, gleich zwei Springfehler ließen ihn hinter David Will auf Rang sieben zurückfallen. Nach seinem zweiten Platz beim letzten Weltcupfinale gewann Martin Fuchs damit das Weltcupfinale 2022.
Ergebnis:
|           | Reiter                        | Pferd                      | Strafpunkte | Strafpunkte | Strafpunkte |
| 1. Umlauf | Reiter                        | Pferd                      | 2. Umlauf   | Gesamt      |             |
| --------- | ----------------------------- | -------------------------- | ----------- | ----------- | ----------- |
| 1         | David Will                    | C Vier                     | 0           | 0           | 0           |
| 1         | Jens Fredricson               | Markan Cosmopolit          | 0           | 0           | 0           |
| 1         | Martin Fuchs                  | Chaplin                    | 0           | 0           | 0           |
| 4         | Jack Whitaker                 | Valmy de la Lande          | 1           | 0           | 1           |
| 5         | Angelica Augustsson Zanotelli | Kalinka van de Nachtegaele | 2           | 0           | 2           |

(beste fünf von 30 Teilnehmern)

##### Endergebnis Gesamtwertung
|        | Reiter                        | Pferd/ Pferde               | 1. Prüfung | 2. Prüfung    | Punkte aus Prüfung 1 und 2 | Punkte, umgerechnet in Strafpunkte | 3. Prüfung    | 3. Prüfung | Straf- punkte |
| Punkte | Reiter                        | Pferd/ Pferde               | Punkte     | Straf- punkte | Punkte aus Prüfung 1 und 2 | Punkte, umgerechnet in Strafpunkte | Straf- punkte |            | Straf- punkte |
| ------ | ----------------------------- | --------------------------- | ---------- | ------------- | -------------------------- | ---------------------------------- | ------------- | ---------- | ------------- |
| 1      | Martin Fuchs                  | Chaplin und The Sinner      | 36         | 20            | 56                         | 5                                  | 0             | 0          | 5             |
| 2      | Harrie Smolders               | Monaco                      | 27         | 32            | 59                         | 4                                  | 0             | 4          | 8 (61,99 s)   |
| 3      | Jens Fredricson               | Markan Cosmopolit           | 29         | 22            | 1                          | 8                                  | 0             | 0          | 8 (62,35 s)   |
| 4      | Harry Charles                 | Romeo                       | 23         | 34            | 57                         | 5                                  | 0             | 4          | 9 (60,53 s)   |
| 5      | Jack Whitaker                 | Valmy de la Lande           | 18         | 33            | 51                         | 8                                  | 1             | 0          | 9 (62,12 s)   |
| 6      | David Will                    | C Vier                      | 32         | 15            | 47                         | 10                                 | 0             | 0          | 10            |
| 7      | McLain Ward                   | Contagious                  | 31         | 36            | 67                         | 0                                  | 4             | 9          | 13 (63,63 s)  |
| 8      | Conor Swail                   | Count Me In                 | 33         | 19            | 52                         | 7                                  | 4             | 2          | 13 (64,62 s)  |
| 9      | Max Kühner                    | Elektric Blue               | 34         | 18            | 52                         | 7                                  | 4             | 4          | 15            |
| 10     | Jos Verlooy                   | Luciano van het Geinsteinde | 20         | 26            | 46                         | 10                                 | 0             | 6          | 16            |
| 11     | Steve Guerdat                 | Victorio des Frotards       | 11         | 29            | 40                         | 13                                 | 0             | 4          | 17 (62,29 s)  |
| 12     | John Whitaker                 | Unick du Francport          | 17         | 30            | 47                         | 10                                 | 5             | 2          | 17 (64,41 s)  |
| 13     | Gerrit Nieberg                | Ben                         | 30         | 25            | 55                         | 6                                  | 8             | 4          | 18            |
| 14     | Angelica Augustsson Zanotelli | Kalinka van de Nachtegaele  | 9          | 23            | 32                         | 17                                 | 0             | 2          | 19            |
| 15     | Denis Lynch                   | Cristello                   | 15         | 27            | 42                         | 12                                 | 8             | 0          | 20            |
| 16     | Hunter Holloway               | Pepita Con Spita            | 28         | 6             | 34                         | 16                                 | 7             | 2          | 25            |
| 17     | Philipp Schulze Topphoff      | Concordess NRW              | 26         | 16            | 42                         | 12                                 | 4             | 12         | 28 (60,90 s)  |
| 18     | Geir Gulliksen                | Quatro                      | 24         | 8             | 31                         | 17                                 | 1             | 10         | 28 (64,78 s)  |
| 19     | Christian Kukuk               | Checker                     | 19         | 11            | 30                         | 18                                 | 4             | 9          | 31            |
| 20     | Aaron Vale                    | Elusive                     | 13         | 24            | 37                         | 15                                 | 8             | 15         | 38            |
| 21     | Katherine Dinan               | Brego R'n B                 | 6          | 28            | 34                         | 16                                 | 9             |            | (25)          |
| 22     | Noora Forsten                 | Con Caya                    | 12         | 10            | 22                         | 22                                 | 4             |            | (26)          |
|        | …                             |                             |            |               |                            |                                    |               |            |               |
| 29     | Marcus Ehning                 | Calanda                     | 25         | 12            | 37                         | 15                                 | AUFG          |            |               |

AUFG = aufgegeben / verzichtet
AUSG = ausgeschieden
DISQ = disqualifiziert
N.GES. = nicht gestartet

#### Weitere Prüfungen
Neben dem Weltcupfinale fanden bei der Partner Pferd 2022 auch noch nationale Prüfungen (wie etwa das alljährliche Finale des Partner Pferd Cups für Reiter der ostdeutschen Landesverbände) sowie ein CSI 3*-Turnier mit sieben internationalen Prüfungen statt. Höhepunkt des CSI 3* war der Große Sparkassen-Preis von Leipzig am Samstagabend mit einem Preisgeld von 100.000 Euro. Ganze 16 Paare zogen im Großen Preis in das Stechen ein, der Sieg ging an Jos Verlooy.
Ergebnis Großer Sparkassen-Preis von Leipzig:
|               | Reiter         | Pferd                | 1. Umlauf | 1. Umlauf     | 2. Umlauf | 2. Umlauf |
| Straf- punkte | Reiter         | Pferd                | Zeit (s)  | Straf- punkte | Zeit (s)  |           |
| ------------- | -------------- | -------------------- | --------- | ------------- | --------- | --------- |
| 1             | Jos Verlooy    | Killossery Konfusion | 0         | -             | 0         | 38,08     |
| 2             | Gerrit Nieberg | Blues d'Aveline CH   | 0         | -             | 0         | 38,62     |
| 3             | Mario Stevens  | Starissa             | 0         | -             | 0         | 39,14     |

(beste 3 von 37 Teilnehmern)

## Vierspännerfahren

### Qualifizierte Teilnehmer
Die meisten Weltcupprüfungen der Vierspännerfahrer fanden parallel zu Weltcupetappen der Westeuropaliga der Springreiter statt. Damit war auch der Vierspännerweltcup von der Absage vieler europäischer Hallenturniere betroffen. Von neun vorgesehenen Weltcupturnieren wurden fünf abgesagt. Dadurch sah sich der Weltpferdesportverband FEI genötigt, das Qualifikationssystem für das Weltcupfinale 2022 anzupassen: Pro Fahrer ging nur noch das jeweils beste Ergebnis dieser Weltcupsaison in die Gesamtwertung ein.
Für das Weltcupfinale haben sich folgende Fahrer qualifiziert:
| - Boyd Exell - Bram Chardon - Koos de Ronde - Glenn Geerts |  |  | - Dries Degrieck - Mareike Harm - Michael Brauchle (Wildcard) |

### Ablauf und Ergebnisse

#### 1. Teilprüfung
Sportlich startete das Weltcupfinale der Vierspänner in der Nacht vom 8. zum 9. April (Freitag zu Samstag) ab 23:30 Uhr mit dem ersten Teilprüfung. Die Gespanne traten hier in einem Hindernisfahren mit einem Umlauf gegen die Zeit an. Die Hälfte des Abstands zum Führenden in Sekunden wurde als Wertungsergebnis mit in die zweite Teilprüfung genommen.
Ergebnis:
|   | Fahrer           | Pferde                                                           | Zeit (s) inkl. Strafsekunden |
| - | ---------------- | ---------------------------------------------------------------- | ---------------------------- |
| 1 | Bram Chardon     | Kendiy, Favory Farao, Dreef Inca und Dreef Kapitany              | 135,80 + 0 = 135,80          |
| 2 | Boyd Exell       | Bajnok, Neapolitano Nimrod, Barny und Rocket                     | 143,35 + 0 = 143,35          |
| 3 | Dries Degrieck   | Hunter, Dageraad, Frederik-Jane und Kane B                       | 148,76 + 4 = 152,76          |
| 4 | Glenn Geerts     | Birckhouse Billie, De Solist, Erdball und Zeron                  | 156,34 + 0 = 156,34          |
| 5 | Michael Brauchle | Joey, Quidditch S, Sunny und Don                                 | 152,94 + 4 = 156,94          |
| 6 | Mareike Harm     | Luxus Boy, Quebec Sautreuil, Zatijn und Zazou                    | 151,89 + 12 = 163,89         |
| 7 | Koos de Ronde    | Kasper, Tjibbe, Favory Allegra Futar und Siglavy Capriola Carlos | 147,78 + 26 = 173,78         |

#### 2. Teilprüfung
Die zweite Teilprüfung der Gespannfahrer wurde mittags am 10. April 2022 durchgeführt, auch hierbei handelte es sich um eine Prüfung im Hindernisfahren. Es wurde nochmals ein Umlauf gefahren.
Nachdem Bram Chardon in der ersten Teilprüfung mit deutlichem Vorsprung gewonnen hatte, konnte er in der zweiten Teilprüfung als letzter Fahrer in die Prüfung starten. Vor ihm war Boyd Exell mit seinem Gespann gut zehn Sekunden schneller als alle anderen Teilnehmer in das Ziel gekommen und dabei fehlerfrei geblieben. Bram Chardon gelang es in der zweiten Teilprüfung dann tatsächlich, um Sekundenbruchteile schneller als Exell in das Ziel zu kommen. Doch ein Fehler gleich zu Beginn seines Umlaufs, gleichbedeutend mit vier Strafsekunden, ließ ihn knapp auf Platz zwei zurückfallen. Glenn Geerts war neben Boyd Exell der einzige Fahrer, der ohne Strafsekunden für Fehler blieb. Er zog neben Exell und Chardon in das Stechen ein.
In diesem verkürzten Stechen durften nochmals die besten drei Gespanne, ermittelt aus dem anteilig mitgenommenen Ergebnis aus der ersten Teilprüfung sowie dem Ergebnis der zweite Teilprüfung antreten. Anhand des Gesamtergebnisses wurde der Weltcupsieger ermittelt.
Auch im Stechen kam es wieder zum Zweikampf zwischen Chardon und Exell. Beide erlaubten sich im Stechen jeweils einen Fehler, Bram Chardon war zum dritten Mal bei diesem Weltcupfinale der schnellste Fahrer. Damit holte er sich seine Führung in der Gesamtwertung zurück und gewann das Weltcupfinale.
Ergebnis:
|                | Fahrer           | Pferde                                                           | ½ Zeitdifferenz zum Führenden | Zeit (s) inkl. Strafsekunden | Zeit (s) inkl. Strafsekunden | Zeit (s) inkl. Strafsekunden |
| 1. Teilprüfung | Fahrer           | Pferde                                                           | 2. Teilprüfung                | Stechen                      | Gesamt                       |                              |
| -------------- | ---------------- | ---------------------------------------------------------------- | ----------------------------- | ---------------------------- | ---------------------------- | ---------------------------- |
| 1              | Bram Chardon     | Kendiy, Favory Farao, Dreef Inca und Dreef Kapitany              | 0,00                          | 132,33 + 4 = 136,33          | 118,39 + 4 = 122,39          | 258,72                       |
| 2              | Boyd Exell       | Bajnok, Neapolitano Nimrod, Barny und Rocket                     | 3,78                          | 132,42 + 0 = 132,42          | 122,62 + 4 = 126,62          | 262,82                       |
| 3              | Glenn Geerts     | Birckhouse Billie, De Solist, Erdball und Zeron                  | 10,27                         | 148,89 + 0 = 148,89          | 146,57 + 18 = 164,57         | 323,73                       |
| 4              | Dries Degrieck   | Hunter, Dageraad, Frederik-Jane und Kane B                       | 8,48                          | 147,20 + 4 = 151,20          |                              | (159,68)                     |
| 5              | Koos de Ronde    | Kasper, Tjibbe, Favory Allegra Futar und Siglavy Capriola Carlos | 18,99                         | 143,19 + 4 = 147,19          |                              | (166,18)                     |
| 6              | Michael Brauchle | Joey, Quidditch S, Sunny und Don                                 | 10,57                         | 144,22 + 12 = 156,22         |                              | (166,79)                     |
| 7              | Mareike Harm     | Luxus Boy, Quebec Sautreuil, Zatijn und Zazou                    | 14,05                         | 155,51 + 4 = 159,51          |                              | (173,56)                     |

## Voltigieren

### Qualifizierte Teilnehmer
Der Voltigierweltcup stellte sich zur Saison 2021/2022 neu auf. Nachdem in den letzten Winterhalbjahren eine große Anzahl an Weltcupturnieren entfallen waren, konnten sich nun alle CVI 3*-, CVI 4*- and CVI Master Class-Turniere auch im Sommerhalbjahr um den Status als Weltcupturnier bewerben. Weltcupetappen waren neben dem CHIO Aachen und der Weltmeisterschaft in Budapest zwei Turniere in Frankreich sowie je ein Turnier in Schweden, Ungarn und Italien.
Damen:
| - Janika Derks - Eva Nagiller - Manon Moutinho - Hannah Steverding |  |  | - Jolina Ossenberg-Engels - Annebeth Kubbe - Kimberly Palmer - Kalyn Noah |

Herren:
| - Jannik Heiland - Lambert Leclezio - Lorenzo Lupacchini - Davide Zanella |  |  | - Lukas Heppler - Thomas Brüsewitz - Philip Clement |

Pas de deux:
- Romana Hintner und Eva Nagiller
- Janika Derks und Johannes Kay
- Chiara Congia und Justin van Gerven
- Jolina Ossenberg-Engels und Timo Gerdes

### Ablauf und Ergebnisse
Alle drei Teilnehmergruppen, also Damen, Herren und Paare (Pas de deux) treten jeweils in zwei Prüfungen an, einer am Freitag (8. April) und einer am Samstag (9. April). Die Weltcupsieger in den verschiedenen Klassen werden jeweils aus dem Durchschnitt der zwei Prüfungen ermittelt.
Die Einzelvoltigierer (Damen und Herren) gingen zunächst im Technikprogramm an den Start, bevor sie in der zweiten Prüfung eine Kür zeigen mussten. Die Paare absolvierten stattdessen in zwei Küren.
Janika Derks und Johannes Kay beendeten mit ihrem deutlichen Sieg im Pas de deux ihre Karriere als aktive Voltigierer. Thomas Brüsewitz stürzte in seinem Technikprogramm und schloss das Weltcupfinale daher ungewohnt auf dem letzten Platz ab.

Ergebnis Damen:
|   | Voltigierer             | Longenführer                    | Pferd          | Wertung Technikprogramm | Wertung Kür | Gesamt- wertung |
| - | ----------------------- | ------------------------------- | -------------- | ----------------------- | ----------- | --------------- |
| 1 | Manon Moutinho          | Corinne Bosshard                | Saitiri        | 8,237                   | 8,624       | 8,431           |
| 2 | Janika Derks            | Nina Vorberg                    | Rockemotion    | 7,883                   | 8,630       | 8,257           |
| 3 | Kimberly Palmer         | Laura Carnabuci                 | Rosenstolz     | 7,644                   | 8,373       | 8,009           |
| 4 | Hannah Steverding       | Sophie Kuhn                     | Royal Flash    | 7,436                   | 7,776       | 7,606           |
| 5 | Annebeth Kubbe          | Lasse Kristensen                | Evermore R     | 6,977                   | 7,960       | 7,469           |
| 6 | Jolina Ossenberg-Engels | Claudia Döller-Ossenberg-Engels | Equido Sir PQH | 6,659                   | 7,725       | 7,192           |
| 7 | Kalyn Noah              | Gudrun Lenz                     | Corocoro       | 4,732                   | 7,090       | 5,911           |
| 8 | Eva Nagiller            | Peter Wagner                    | Dr. Grunow     | 4,660                   | 6,787       | 5,724           |

Ergebnis Herren:
|   | Voltigierer        | Longenführer     | Pferd            | Wertung Technikprogramm | Wertung Kür | Gesamt- wertung |
| - | ------------------ | ---------------- | ---------------- | ----------------------- | ----------- | --------------- |
| 1 | Lorenzo Lupacchini | Laura Carnabuci  | Rosenstolz       | 8,489                   | 9,101       | 8,795           |
| 2 | Lambert Leclezio   | Corinne Bosshard | Saitiri          | 8,785                   | 8,471       | 8,628           |
| 3 | Jannik Heiland     | Nina Vorberg     | Rockemotion      | 7,442                   | 8,595       | 8,019           |
| 4 | Lukas Heppler      | Barbara Zürcher  | Colonel v. Forst | 7,086                   | 8,234       | 7,660           |
| 5 | Philip Clement     | Katja Wagner     | Giovanni         | 6,165                   | 7,914       | 7,040           |
| 6 | Davide Zanella     | Gudrun Lenz      | Corocoro         | 4,520                   | 7,102       | 5,811           |
| 7 | Thomas Brüsewitz   | Patric Looser    | Calidor          | 2,945                   | 6,991       | 4,968           |

Ergebnis Pas de deux:
|   | Voltigierer                         | Longenführer                    | Pferd               | Wertung Technikprogramm | Wertung Kür | Gesamt- wertung |
| - | ----------------------------------- | ------------------------------- | ------------------- | ----------------------- | ----------- | --------------- |
| 1 | Janika Derks Johannes Kay           | Nina Vorberg                    | Humphrey Bogart OLD | 8,754                   | 8,918       | 8,836           |
| 2 | Romana Hintner Eva Nagiller         | Peter Wagner                    | Dr. Grunow          | 7,577                   | 8,455       | 8,016           |
| 3 | Chiara Congia Justin van Gerven     | Patric Looser                   | Calidor             | 7,873                   | 8,047       | 7,960           |
| 4 | Jolina Ossenberg-Engels Timo Gerdes | Claudia Döller-Ossenberg-Engels | Cairo               | 6,063                   | 7,886       | 6,975           |

## Medien
Die deutschen TV-Sender MDR Fernsehen übertrug täglich vom 6. bis zum 10. April 2022 vom Weltcupfinale, zusammen mit Umfang von rund fünf Stunden mit Fokus auf die wichtigsten Springprüfungen. Die Weltcupprüfungen der anderen Disziplinen wurden als Livestreams auf der Internetpräsenz des MDR angeboten. Im Rahmen des Streamingangebots FEI TV des Weltpferdesportverbands FEI übertrug der IPTV-Sender ClipMyHorse alle Prüfungen des Weltcupfinals.